# Europa slava

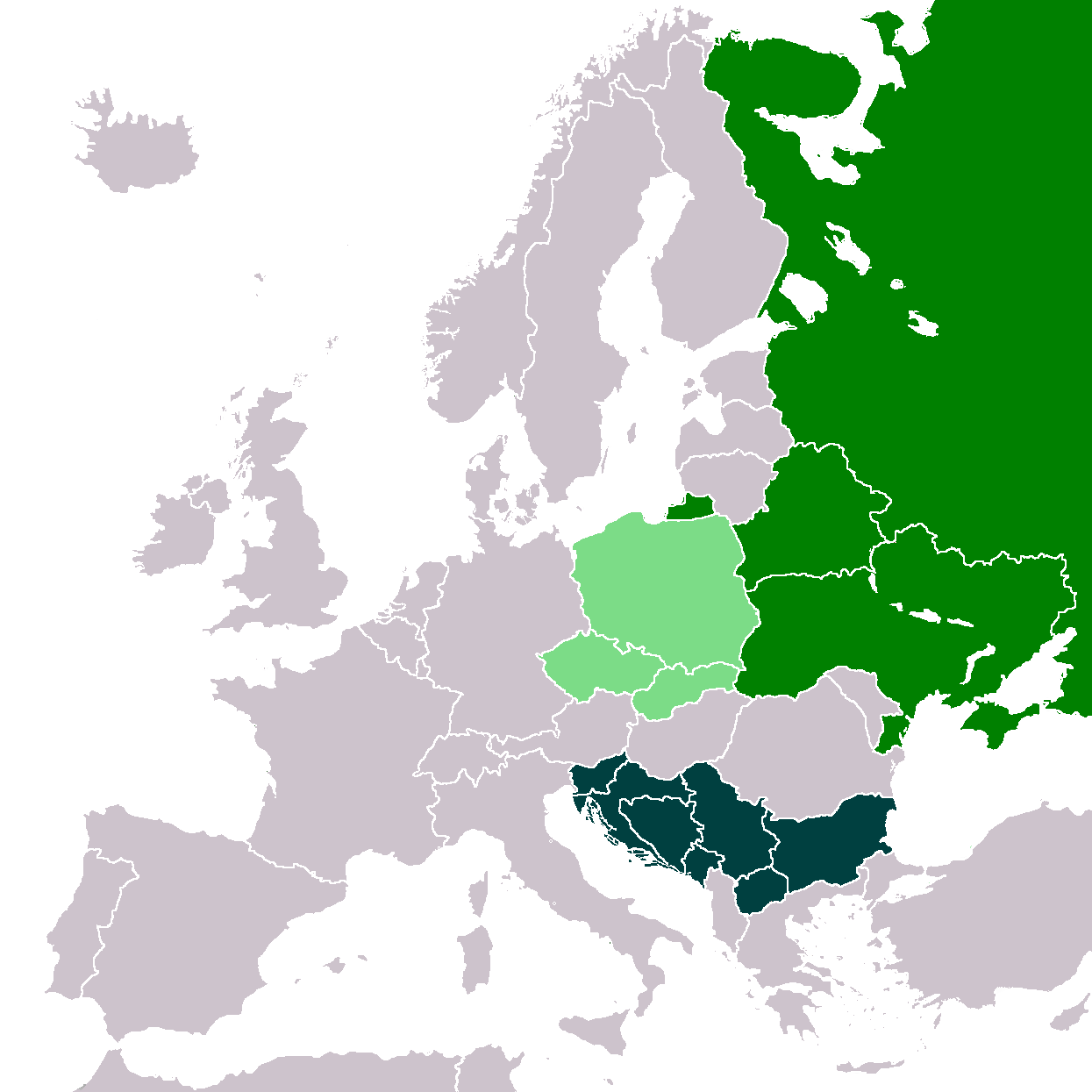
Nazioni di slavi occidentali
Nazioni di slavi orientali
Nazioni di slavi meridionali

     Nazioni di slavi occidentali
     Nazioni di slavi orientali
     Nazioni di slavi meridionali
L'Europa slava è formata da terre Europee ove si parlano lingue slave e si distingue dalle altre due macroregioni a lingua e cultura germanica e latina. I paesi slavi sono Bielorussia, Bosnia ed Erzegovina, Bulgaria, Croazia, Macedonia del Nord, Montenegro, Polonia, Repubblica Ceca, Russia, Serbia, Slovacchia, Slovenia, Ucraina e Transnistria (quest’ultimo stato non è tuttavia riconosciuto dai paesi membri dell’ONU).
La religione predominante è il cristianesimo (Chiesa ortodossa e Chiesa cattolica), mentre l'islam è ampiamente praticato in Bosnia ed Erzegovina, Bulgaria, Russia e Sangiaccato.